# Vrtijeljka
Vrtijeljka es una colina que se ubica cerca de Cetiña, en Montenegro, con una altura de 871 m. Se encuentra entre las aldeas de Lipa y Pejakovići. Fue el sitio de una batalla entre Venecia y Montenegro contra las fuerzas otomanas que avanzaban lideradas por Süleyman Pasha, sanjak-bey de Shkodër, en 1685.
Actualmente, hay un vertedero insalubre debajo de la colina, en uso desde 1987.